# IMac G3
iMac G3 – seria komputerów stworzona przez firmę Apple, która rozpoczęła serię Macintoshów, iMac. iMac G3 to komputer typu all in one, w którym wszystkie podzespoły komputerowe oraz monitor mieszczą się w jednej obudowie. Oryginalny iMac G3 był produkowany w kolorze niebieskim bondi, później zostały dodawane inne kolory. Klawiatura oraz mysz komputerowa były produkowane w kolorze obudowy iMaca. Procesor był taktowany częstotliwością od 233 MHz do 700 MHz.